# احتمال باران اسیدی
احتمال باران اسیدی فیلمی به کارگردانی بهتاش صناعی‌ها، نویسندگی بهتاش صناعی‌ها و مریم مقدم، و تهیه‌کنندگی سمیرا برادری و روح‌الله برادری ساختهٔ سال ۱۳۹۳ است. این فیلم در تاریخ ۱۸ آبان ۱۳۹۴ در سینماهای ایران اکران شده‌است.
فیلم احتمال باران اسیدی در در بخش نگاه نو سی و سومین جشنواره فیلم فجر حضور داشت و نامزد دریافت جایزه بهترین فیلم در بخش هنر و تجربه و برنده جایزه بهترین فیلمنامه در بخش نگاه نو این جشنواره شد. این فیلم در نهمین جشن انجمن منتقدان و نویسندگان سینمایی ایران نیز در سه رشته بهترین کارگردانی فیلم اول، بهترین فیلمنامه و بهترین بازیگر نقش اول مرد نامزد دریافت جایزه شد و جایزه بخش خلاقیت و استعداد درخشان را به دست آورد. این فیلم همچنین برنده جایزه نتپک جشنواره فیلم استرالیا و جایزه ویژه هیئت داوران جشنواره فیلم کلمبو شده‌است.

## خلاصه داستان
منوچهر شصت سال سن دارد، او بازنشسته اداره دخانیات است ولی از سر بیکاری همچنان هر روز به اداره می‌رود. مادرش تا زنده بود آرزو داشت ازدواجش را ببیند، اما او هیچ وقت ازدواج نکرده و در طول زندگی‌اش فقط یک دوست به نام خسرو دوانی داشته‌است. منوچهر که در شهر فومن گیلان زندگی می‌کند، از فرط تنهایی تصمیم می‌گیرد پس از چند سال بی‌خبری از خسرو، برای یافتن او به تهران سفر کند.

## بازیگران
- محمد شمس لنگرودی در نقش منوچهر رهنما
- مریم مقدم در نقش مهسا اقبالی
- پوریا رحیمی سام در نقش کاوه

## حواشی
- برخی اعضای شورای پروانه نمایش معتقدند فیلم به موضوع همجنس‌گرایی پرداخته‌است و به همین دلیل، حتی امکان توقیف آن نیز وجود دارد. این در حالی است که «احتمال باران اسیدی» با کمترین حاشیه در جشنوارهٔ سی و سوم فجر اکران شد و نمایش آن با وجود برخی کنایه‌های سیاسی، مخالفت چندانی را به دنبال نداشت. هر چند که فیلم پیش از نمایش در جشنواره هم در شورای پروانهٔ نمایش مخالفانی داشت و چند اصلاحیه خورده بود.[۶]
- پرویز دوایی: فیلم «احتمال باران اسیدی» را دیدم و دوست داشتم. به گمانم فیلم خوبی است؛ به گمان بنده یعنی با معیارها و فکر و سلیقه بنده و هر قدر هم که از زمانِ دیدنش بیشتر دور می شوم، انگار که بیشتر و عمیقتر و گرمتر در آدم جا میفتد.[۷]

## جوایز و جشنواره‌ها
| قسمت                        | نامزد                     | نتیجه    | جایزه                             |
| --------------------------- | ------------------------- | -------- | --------------------------------- |
| بهترین فیلمنامه بخش نگاه نو | مریم مقدم - بهتاش صناعی‌ها | برنده    | دیپلم افتخار بهترین فیلمنامه اصلی |
| بهترین فیلم بخش هنر و تجربه | بهتاش صناعی‌ها             | نامزدشده |                                   |

این فیلم در جشنواره‌های داخلی و خارجی موفق به دریافت جوایز گوناگون شده که از جمله آنها می‌توان به جایزه بهترین فیلمنامه جشنواره فجر، جایزه استعداد درخشان (بهترین فیلم اول) از جشن انجمن منتقدان، جایزه نتپک (ارتقای سینما آسیا) در استرالیا، جایزه بهترین فیلم تماشاگران جشنواره پراگ، جایزه ویژه هیئت داوران جشنواره کلمبو اشاره کرد.
این فیلم همچنین در جشنواره‌های گوناگونی همچون گوتنبرگ، بمبئی، زوریخ، استکهلم، پونا، پرت استرالیا و فیلم‌های ایرانی در پاریس، کلن، سیدنی، بوستون، واشینگتن و دانشگاه یو سی ال ای حضور داشته.